# Ширинский-Шихматов, Алексей Александрович
Князь Алексей Александрович Ширинский-Шихматов (6 (18) ноября 1862, Вильно — 22 декабря 1930, Севр) — русский государственный и общественный деятель, действительный статский советник (1900), гофмейстер (1904) Высочайшего Двора, обер-прокурор Святейшего Синода, сенатор (1904), член Государственного совета, участник монархического движения в России и эмиграции, публицист.

## Биография
Происходил из потомственных дворян Смоленской губернии. Сын сенатора князя Александра Прохоровича Ширинского-Шихматова.
Окончил Императорское училище правоведения, после чего в мае 1884 года в чине коллежского секретаря служил чиновником особых поручений при Эстляндском губернаторе, затем советником губернского правления.
Чины и звания: в звании камергера (1896), действительный статский советник (1900), в должности гофмейстера (1903), гофмейстер (1904).
В 1889 году был командирован по Высочайшему повелению в Вену, где он представлял ведомство православного исповедания при закладке храма Российского посольства. Обратил на себя внимание обер-прокурора Святейшего Синода Константина Победоносцева, который назначил его помощником юрисконсульта при обер-прокуроре.
В 1894 году назначен прокурором Московской конторы Священного синода и управляющим всеми недвижимыми имуществами, принадлежавшими Священному синоду в Москве и её окрестностях. Прокурор Синодальной конторы являлся одновременно и Управляющим Синодальным училищем, и Главным начальником Синодального хора (бывшего преемником патриаршего хора досинодального периода), под его управлением находились «Патриаршая Библиотека» и «Патриаршая Ризница».
В звании камергера (06.12.1896), действительный статский советник (06.05.1900).
В ноябре 1902 года Ширинскому-Шихматову и архимандриту Суздальского Спасо-Евфимьева монастыря Серафиму (Чичагову) было поручено руководство подготовкой торжеств по прославлению преподобного Серафима Саровского, состоявшемуся в 1903 году.
В должности гофмейстера (06.04.1903).
С 12 декабря 1903 по октябрь 1904 года — Тверской губернатор.
Гофмейстер Высочайшего Двора (13.10.1904).
В мае 1905 — товарищ обер-прокурора Синода, в апреле-июле 1906 — обер-прокурор.
С 1906 года — член Государственного совета.
В 1907—1912 годах — председатель «Бюро для взаимной осведомленности и совместных действий правых деятелей».
В 1915 году основал Общество Возрождения Художественной Руси.
В 1915—1917 годах — член кружка Александра Римского-Корсакова, объединявшего сторонников более жёсткого правительственного курса по борьбе с надвигавшейся революцией.
С осени 1916 года — председатель Особого комитета для борьбы со злоупотреблениями, порождёнными тыловой обстановкой.
В первые дни Февральской революции князь был подвергнут недолгому аресту.
После Октябрьской революции переехал в Москву, где сразу же включился в тайную монархическую работу и пытался организовать спасение царской семьи.
1 сентября 1918 году вместе с семьёй по чужим документам выехал из Москвы, бежал из страны.
В 1918 году избран председателем Палестинского общества, оставаясь им до кончины.
В начале 1921 года он обосновался в Германии. В том же году избран одним из трёх членов руководящего органа монархической эмиграции Высшего Монархического Совета в Берлине (1920). Принимал участие в работе Всезарубежного Собора Православной Церкви в Сремских Карловцах.
В 1924 году переехал в Париж. В 1928 году был председателем президиума монархического съезда в Париже.
Скончался 22 декабря 1930 года в пригороде Парижа Севре.

## Награды
- Орден Святой Анны 3-й степени (01.01.1887)
- Орден Святого Станислава 2-й степени (15.05.1893)
- Орден Святого Владимира 4-й степени (06.05.1895)
- Орден Святого Владимира 3-й степени (06.05.1903)
- Орден Святой Анны 1-й степени (01.01.1907)
- Орден Святого Владимира 2-й степени (01.01.1910)
- Орден Белого орла (21.02.1913)
- Орден Святого Александра Невского (01.01.1917)
- Медаль «В память царствования императора Александра III» (1896)
- Медаль «В память коронации императора Николая II» (1896)
- Медаль «В память 25-летия церковных школ» (1910)
- Медаль «В память 300-летия царствования дома Романовых» (1913)

Иностранные:
- иерусалимский орден Святого Гроба Господня, кавалерский крест (1898)

## Семья
Женился 12 января 1886 года на Леокадии Петровне Мезенцовой (10.08.1863 — 1944), дочери генерала П. И. Мезенцова. В качестве приданого было дано Лукьяново.
Их первый сын, Георгий (Юрий), родился 30 августа 1890 года. Затем родились ещё два сына: Кирилл (1894—1972) и Александр (1900—1968). Юрий погиб в Освенциме в августе 1942 года.
Вслед за сестрой Леокадией, её брат Александр Петрович женился на княжне Марии Александровне Ширинской-Шихматовой, а брат Михаил Петрович – на княжне Наталии Александровне Ширинской-Шихматовой.
В некоторых источниках утверждается, что у Алексея Александровича также была дочь Тамара (1895—1967), которая после замужества сменила фамилию на Волконская и стала известна как деятель французского Движения Сопротивления в годы Второй мировой войны, а в 1985 году была посмертно награждена орденом Отечественной войны II степени. Однако историки Эрве Дюпуи и Жаки Тронель (сотрудник Фонда Дома наук о человеке) прямо указывают, что отцом Тамары был другой человек — некий офицер русской армии, погибший в 1916 году. Её матерью они называют грузинку Наталью Шеваршидзе. Группа исследователей во главе с Ольгой Трефиловой также опровергают версию об отцовстве Алексея Александровича, исходя из писем Тамары, отец которой, с её слов, служил в 8-й Брусиловской армии и погиб в 1916 году.